# Dinâmica de voo (aeronaves de asa fixa)
A dinâmica de voo em relação a aeronaves de asa fixa, é a ciência que permite controlar a orientação da aeronave, em três dimensões.

## Denominação
Os movimentos que controlam a orientação da aeronave são conhecidos como: guinada, arfagem e rolagem.

## Parâmetros
Os três parâmetros críticos de dinâmica de voo, são definidos pelos ângulos de rotação em três dimensões sobre o centro de massa do veículo, conforme as ilustrações abaixo:
- Yaw ou guinada - movimento em torno do eixo vertical, perpendicular ao eixo longitudinal.

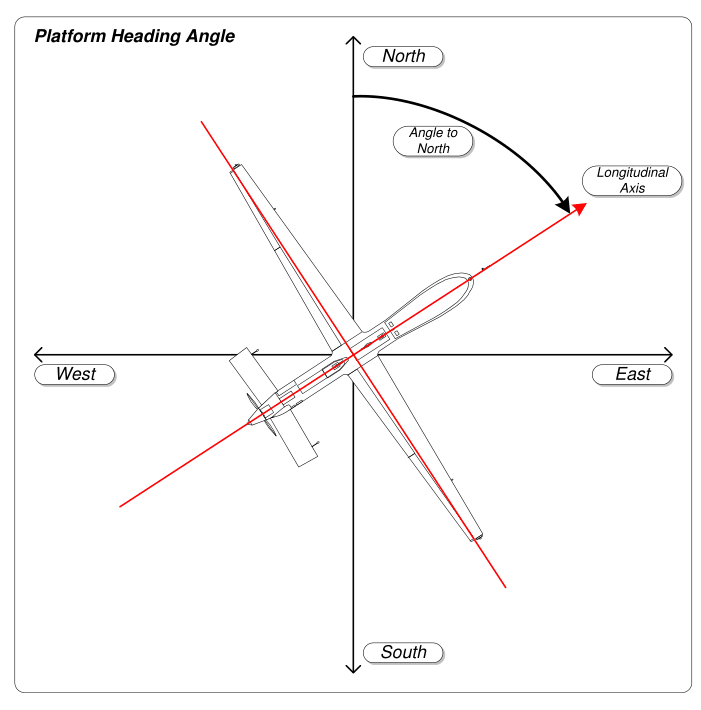
Definição de guinada ou ângulo de rumo ("Yaw").

- Pitch ou arfagem - movimento em torno do eixo horizontal, perpendicular ao eixo longitudinal.

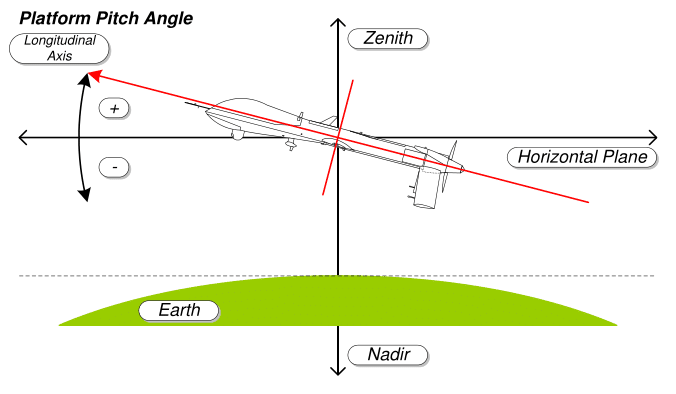
Definição do ângulo de inclinação ("Pitch").

- Roll ou rolagem - movimento em torno do eixo horizontal, paralelo ao eixo longitudinal.

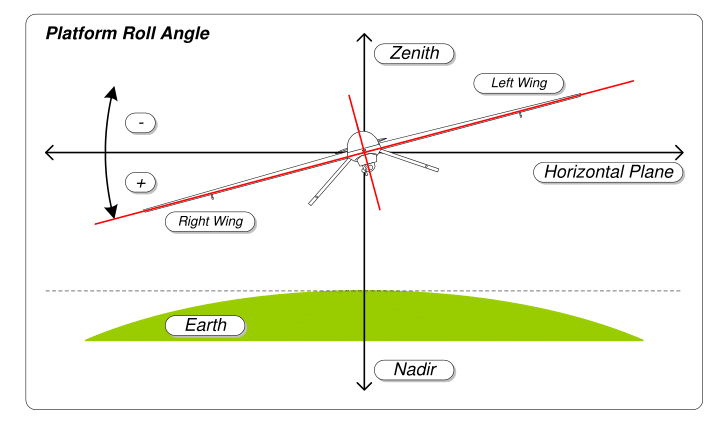
Definição do ângulo de rotação ("Roll").